# Buddy Guy

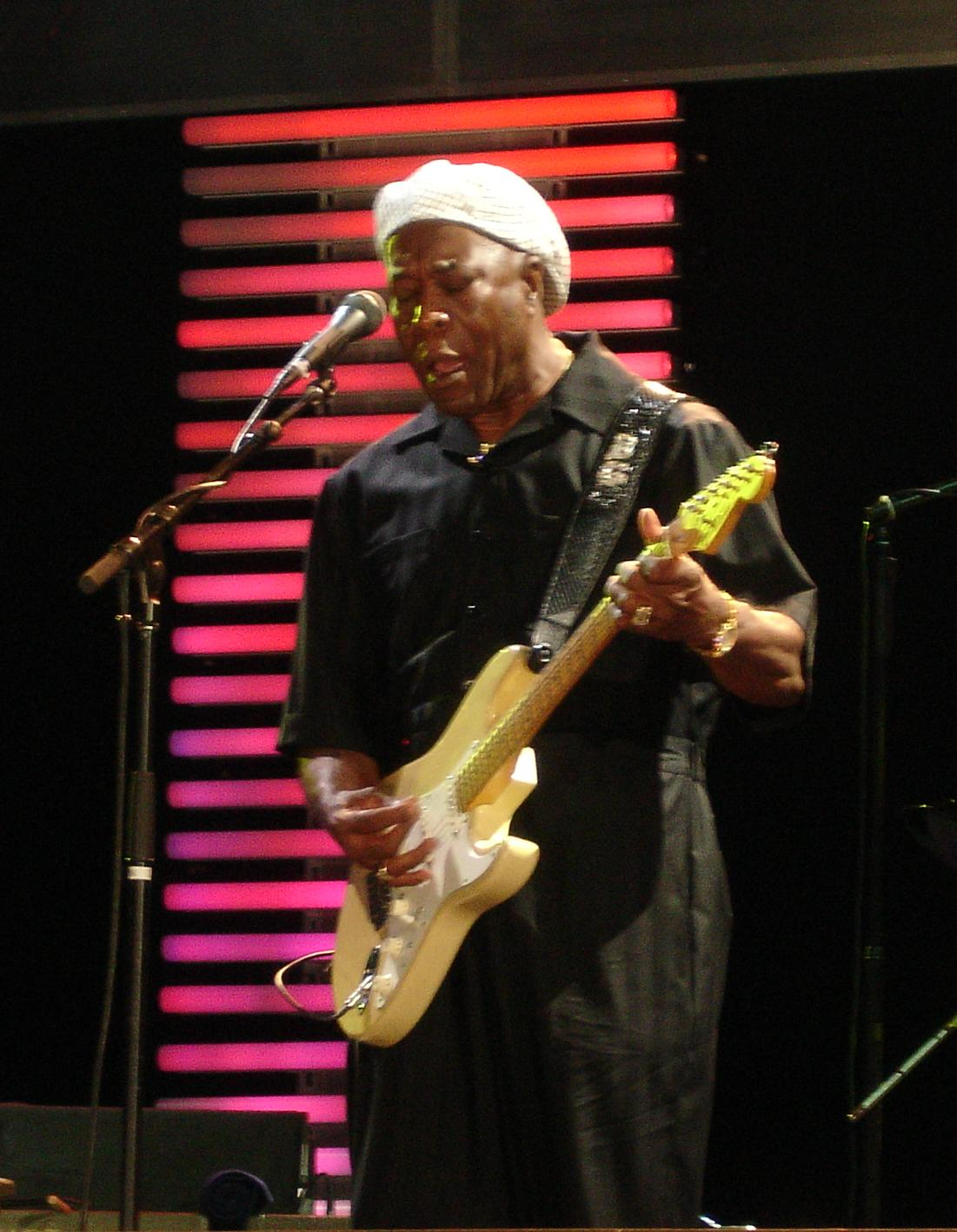
Buddy Guy (2007)

George „Buddy“ Guy (* 30. Juli 1936 in Lettsworth, Louisiana) ist ein US-amerikanischer Bluesmusiker und mehrfacher Grammy-Preisträger.

## Leben und Karriere
Guy begann im Alter von 13 Jahren Gitarre zu spielen. Er brachte sich das Spielen anhand einer Aufnahme von John Lee Hooker selber bei. Bald darauf trat er mit verschiedenen Bands in der Umgebung der Stadt Baton Rouge auf. Nach kurzer Zeit hatte er sich ein größeres Repertoire zugelegt, war allerdings zu schüchtern, es jemandem vorzuspielen. Nachdem ihn ein Freund von der High School  spielen gehört hat, überredete dieser ihn, einen Schoolboy-Whiskey zu trinken. In angetrunkenem Zustand spielte er in einem Club vor und bekam einen Vertrag.
1957 zog er nach Chicago. Dort trat er in diversen Clubs auf, unter anderem im 708 Club und im Blue Flame Club, wo er sich im Wettstreit gegen Otis Rush, Magic Sam und Junior Wells durchsetzte. Zunächst spielte er unter der Aufsicht von Willie Dixon einige Stücke bei einem kleineren Plattenlabel ein und wechselte 1960 zu Chess Records. Dort nahm er unter anderem die Stücke First Time I Met the Blues, Broken Hearted Blues und Ten Years Ago auf.
Den Durchbruch schaffte er 1964 mit dem Album Folk Festival of the Blues. Auf dieser Platte ist er mit Musikern wie Muddy Waters und Howlin’ Wolf zu hören. Richtungsweisend war die Aufnahme Don’t Know Which Way to Go. Ein Jahr später trat er in Großbritannien beim American Folk Blues Festival auf.

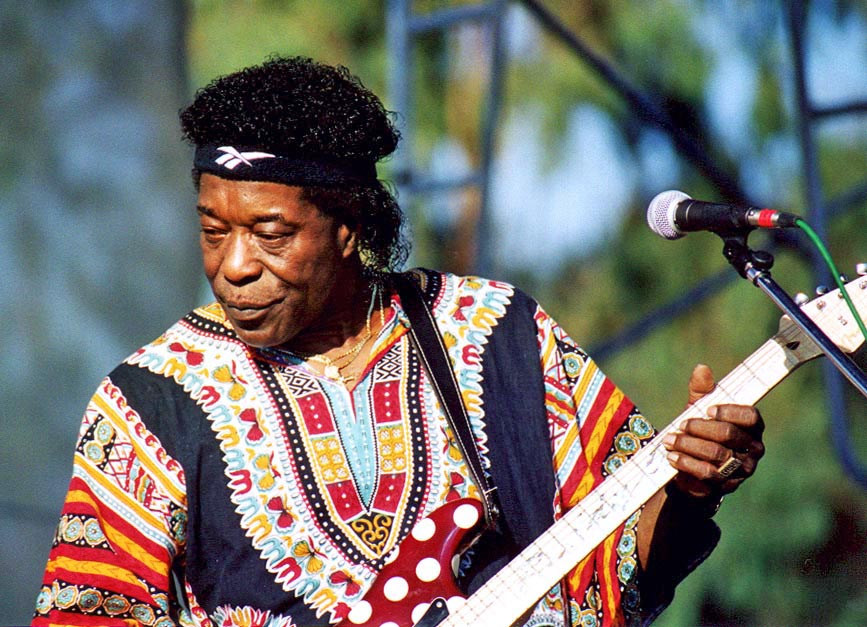
Guy (1998)

1967 verließ Guy Chess Records. Er nahm danach die beiden Alben A Man and the Blues und Hold That Plane auf. Gegen Ende der 1960er-Jahre entstand in Zusammenarbeit mit Junior Wells und Junior Mance das Album Buddy and the Juniors. Auf diesem Album zeichnete sich der Stil ab, den Buddy Guy und Junior Wells in den kommenden Jahren spielten. In den 1970er-Jahren spielten die beiden noch einige Alben ein und trennten sich am Ende des Jahrzehnts in Freundschaft. Buddy Guy hat in Chicago seinen eigenen Club, in dem er immer noch auftritt (Buddy Guy’s Legends, S. Wabash, Chicago, Il 60605). Er ist Vater der Rapperin Shawnna.
Am 14. April 2007 entdeckte Buddy Guy bei einem Konzert in New Bedford, Massachusetts den damals achtjährigen Quinn Sullivan. Er entschied, das Talent zu fördern. Es folgten gemeinsame Konzerttouren, die im Crossroads Guitar Festival 2013 von Eric Clapton und dem Jazzfestival von Montreux gipfelten. Auf seinem Grammy-nominierten Album Skin Deep ließ er Quinn den Solopart in Who's Gonna Fill Those Shoes spielen.
Guy wurde 1985 in die Blues Hall of Fame und 2005 in die Rock and Roll Hall of Fame aufgenommen. Im Jahr 1990 erschien ein ihm gewidmetes E-Gitarren-Sondermodell, die Buddy Guy Fender Stratocaster. Der Rolling Stone listete Guy 2011 auf Rang 23 der 100 größten Gitarristen aller Zeiten. In einer Liste aus dem Jahr 2003 hatte er Rang 30 belegt.
2025 war er in dem Horrorfilm Blood & Sinners zu sehen.

## Auszeichnungen
- Grammy Awards: 1991, 1993, 1994, 1995, 1996, 2011, 2016, 2018
- W. C. Handy Blues Awards: 1982, 1990:2, 1991:2, 1992:5, 1993:4, 1995:3, 2009:3; 2011:5
- Billboard Century Awards: 1993
- Living Blues Award: 1994:4, 1995:3, 2002:2, 2006:2; 2010:2
- Monterey Bay Blues Festival Award: 2007
- Kennedy-Preis 2012
- Grammy Lifetime Achievement Award 2015
- British Blues Award 2016 als „Overseas Artist of the Year“
- UK Blues Award 2023 als „International Artist of the Year“

## Diskografie

### Alben
| Jahr | Titel Musiklabel                                                    | Höchstplatzierung, Gesamtwochen, AuszeichnungChartplatzierungen (Jahr, Titel, Musiklabel, Platzierungen, Wochen, Auszeichnungen, Anmerkungen) | Höchstplatzierung, Gesamtwochen, AuszeichnungChartplatzierungen (Jahr, Titel, Musiklabel, Platzierungen, Wochen, Auszeichnungen, Anmerkungen) | Höchstplatzierung, Gesamtwochen, AuszeichnungChartplatzierungen (Jahr, Titel, Musiklabel, Platzierungen, Wochen, Auszeichnungen, Anmerkungen) | Höchstplatzierung, Gesamtwochen, AuszeichnungChartplatzierungen (Jahr, Titel, Musiklabel, Platzierungen, Wochen, Auszeichnungen, Anmerkungen) | Höchstplatzierung, Gesamtwochen, AuszeichnungChartplatzierungen (Jahr, Titel, Musiklabel, Platzierungen, Wochen, Auszeichnungen, Anmerkungen) | Anmerkungen |
| Jahr | Titel Musiklabel                                                    | DE | AT | CH | UK | US | Anmerkungen |
| ---- | ------------------------------------------------------------------- | --- | --- | --- | --- | --- | --- |
| 1991 | Damn Right, I’ve Got the Blues Silvertone Records (BMG)             | — | — | — | UK43 Silber · (5 Wo.)UK | US136 Gold · (6 Wo.)US | |
| 1993 | Feels Like Rain Silvertone Records (Zomba)                          | — | — | CH40 (1 Wo.)CH | UK36 (4 Wo.)UK | US145 (7 Wo.)US | Erstveröffentlichung: Januar 1993 |
| 1994 | Slippin’ In Silvertone Records (Zomba)                              | — | — | — | — | US180 (1 Wo.)US | |
| 1998 | Heavy Love Silvertone Records (Zomba)                               | — | — | — | — | US163 (1 Wo.)US | |
| 2001 | Sweet Tea Silvertone Records (Zomba)                                | — | — | — | — | US162 (1 Wo.)US | Erstveröffentlichung: 15. Mai 2001 Living Blues Award Best Album                                                                                 |
| 2003 | Blues Singer Silvertone Records (Zomba)                             | — | — | — | — | US188 (1 Wo.)US | Erstveröffentlichung: 21. Juli 2003 |
| 2005 | Bring ’Em In Silvertone Records (Sony BMG)                          | — | — | — | — | US152 (1 Wo.)US | Erstveröffentlichung: 11. November 2005 Living Blues Award Best Album 2005                                                                       |
| 2008 | Skin Deep Silvertone Records (Sony BMG)                             | — | — | CH42 (2 Wo.)CH | — | US68 (5 Wo.)US | Erstveröffentlichung: 18. Juli 2008 |
| 2010 | Living Proof Silvertone Records • Jive Records (Sony)               | — | — | CH75 (2 Wo.)CH | — | US46 (3 Wo.)US | Erstveröffentlichung: 22. Oktober 2010 Grammy 2011 (Best Contemporary Blues Album) Blues Music Award 2011 (Contemporary Blues Album of the Year) |
| 2013 | Rhythm & Blues Silvertone Records • RCA Records (Sony)              | DE41 (5 Wo.)DE | — | CH12 (5 Wo.)CH | — | US27 (6 Wo.)US | Erstveröffentlichung: 26. Juli 2013 |
| 2015 | Born To Play Guitar Silvertone Records • RCA Records (Sony)         | DE78 (2 Wo.)DE | — | CH13 (4 Wo.)CH | UK100 (1 Wo.)UK | US60 (2 Wo.)US | Erstveröffentlichung: 31. Juli 2015 |
| 2018 | The Blues Is Alive and Well Silvertone Records • RCA Records (Sony) | DE14 (6 Wo.)DE | AT22 (3 Wo.)AT | CH4 (9 Wo.)CH | UK65 (1 Wo.)UK | US69 (1 Wo.)US | Erstveröffentlichung: 15. Juni 2018 |
| 2022 | The Blues Don’t Lie Silvertone Records • RCA Records (Sony)         | DE41 (1 Wo.)DE | — | CH17 (5 Wo.)CH | — | — | Erstveröffentlichung: 30. September 2022 |
| 2025 | Ain’t Done with the Blues Silvertone Records • RCA Records (Sony)   | DE65 (… Wo.)DE | — | CH14 (… Wo.)CH | — | — | Erstveröffentlichung: 30. Juli 2025 |

Weitere Alben
- 1955, mit Otis Rush: The Final Takes (Flyright)
- 1964: Original Blues Brothers (Blue Moon)
- 1965: Crazy Music (Chess)
- 1965: With The Blues (Chess)
- 1966: It’s My Life Baby (Vanguard)
- 1966, mit Junior Wells: Hoodoo Man Blues (Delmark)
- 1966, mit Junior Wells: On Tap (Delmark)
- 1967: Electric Sleep (Delmark)
- 1967: I Left My Blues in San Francisco (Chess)
- 1967: South Side Jam (Delmark)
- 1967: Blues Hit Big Town (Delmark)
- 1968: Coming At You (Vanguard)
- 1968: A Man And His Blues (Vanguard)
- 1968: This Is Buddy Guy! (Live, auf Vanguard)
- 1968: I Left My Blues in San Francisco (Chess)
- 1968: You’re Tuff Enough (Blue Rock)
- 1968: Sings At The Golden Bear (Blue Rock)
- 1969: Hold That Plane! (Vanguard)
- 1970: Buddy Guy, Junior Wells & Junior Mance: Buddy and the Juniors (Blue Thumb)
- 1971: In the Beginning (1958–1964, auf Drive)
- 1971: In My Younger Days (Red Lightning)
- 1972: Buddy Guy & Junior Wells Play the Blues (Atlantic)
- 1974: Drinkin’ TNT ‘n’ Smokin’ Dynamite (Live, auf Blind Pig)
- 1977: Live in Montreux (Evidence)
- 1979: Pleading the Blues (Evidence)
- 1979: Got to Use Your Head (Blues Ball)
- 1980: The Dollar Done Fell (JSP)
- 1980: Ten Blue Fingers (JSP)
- 1980: mit Phil Guy: Buddy & Phil (JSP)
- 1981: The Blues Giant (Isabel)
- 1981: Stone Crazy! (Alligator)
- 1981: DJ Play My Blues (JSP)
- 1981: Breakin’ Out (JSP)
- 1982: Phil Guy: Red Hot Blues (JSP)
- 1983: Buddy Guy (Chess)
- 1983: The Original Blues Brothers Live (Magnum)
- 1983: Bad Luck Boy (JSP)
- 1983: Phil Guy & Mojo Bufford: Tribute To Muddy Waters (Isabel)
- 1984: It’s A Real Mutha Fucka! (JSP)
- 1987: Chess Masters (Chess)
- 1987: A Man and the Blues (Vanguard)
- 1988: Live at the Checkerboard Lounge (JSP)
- 1989: I Ain’t Got No Money (Flyright)
- 1989: This is Buddy Guy Live (Vanguard)
- 1990: I Was Walking Through the Woods (Chess)
- 1990: Stone Crazy (Alligator)
- 1990: Hold That Plane (Vanguard)
- 1990: I Left My Blues in San Francisco (MCA)
- 1991: Alone & Acoustic (Alligator)
- 1992: My Time After Awhile (Vanguard)
- 1992: Live in Montreux (Evidence)
- 1992: The Very Best of Buddy Guy (Rhino/Wea)
- 1992: Drinkin’ TNT ‘n’ Smokin’ Dynamite (Blind Pig)
- 1992: Buddy and the Juniors (MCA)
- 1993: Live At The Mystery Club (Quicksilver)
- 1993: Junior Wells Featuring Buddy Guy – Pleading the Blues (Evidence)
- 1994: Drinkin’ TNT ‘n’ Smokin’ Dynamite (Sequel)
- 1994: Alone & Acoustic (Jive)
- 1995: I Cry (Blues Masterworks)
- 1996: Live: The Real Deal (Silvertone)
- 1997: Try to Quit You Baby (Ronn)
- 1998: As Good as It Gets (Vanguard)
- 1998: mit Junior Wells: Last Time Around – Live at Legends (Jive)
- 1999: The Real Blues (Columbia River)
- 2000: The Complete Vanguard Recordings (A Collection) (Vanguard)
- 2000: Drinkin´ TNT `n´ Smokin` Dynamite (Red Lightnin')
- 2000: Buddy’s Baddest – The Best of Buddy Guy (Jive/Silvertone)
- 2001: The Millennium Collection: The Best of Buddy Guy (Chess)
- 2002: Blue on Blues (Fuel 2000)
- 2002: Everything Gonna Be Alright (Black & Blue)
- 2003: Chicago Blues Festival 1964 (Live, auf Stardust)
- 2003: Buddy Guy’s Discography (Jive)
- 2004: Buddy Guy @ Carlos Santana presents "Blues at Montreux 2004" (Eagle-Rock)
- 2007: Magic Slim And Guests – Buddy Guy’s Chicago Legend: Live (Live-DVD)
- 2013: Live at Legends (RCA/Silvertone)

Daneben ist er noch auf zahlreichen LPs als Session- und Gastmusiker zu hören – Bootleg-Aufnahmen, wie zum Beispiel Muddy Waters & The Rolling Stones: Sweet Home Chicago – Live at Buddy Guy’s Checkerboard Lounge, Chicago 1981 (Swingin’ Pig), nicht mitgezählt.

## Filmografie
- 2025: Blood & Sinners (Sinners)

## Sonstiges
Buddy Guy trat als Gastmusiker in dem 2008 veröffentlichten Rolling-Stones-Konzertfilm Shine a Light von Martin Scorsese auf.
Im Februar 2012 trat er zusammen mit Mick Jagger, B.B. King und anderen Musikern im Weißen Haus auf.